# Ивац
Ивац е български болярин и военачалник, живял в края на X и началото на XI век, вероятно близък родственик на Комитопулите.

## Биография
През 1015 г. Ивац разбива византийските войски в Битолското поле и принуждава император Василий II да се оттегли от превзетата българска столица Охрид.
След смъртта на Иван Владислав през 1018 г. Ивац отказва да се покори на византийците, както правят повечето от болярите. Той се оттегля в добре укрепения дворец Копринища в планината Врохот в днешна Югоизточна Албания, събира войска и подготвя въстание срещу Василий II, който е допуснат в Охрид. Ивац издържа 55-дневна обсада, но на 15 август 1018 година е коварно заловен и ослепен от византийския стратег Евстатий Дафномил и неговите приближени, дошли в Копринища под предлог да водят преговори. След залавянето си Ивац е отведен като пленник в Константинопол. По-нататъшната му съдба е неизвестна.